# Martin Pottjewijd
Martin Pottjewijd (Nijeveen, 19 november 1982) is een Nederlands grafisch vormgever en kleikunstenaar.

## Levensloop

### Jeugd en opleiding
Pottjewijd was van kinds af aan al veel bezig met tekenen van beesten en andere figuurtjes. Op de basisschool begon hij met het maken van beeldjes van klei waarna hij ze beschilderde. Hij ging na zijn middelbare school in Beilen naar de Cibap in Zwolle voor een opleiding grafische vormgeving waar hij in 2003 afstudeerde.

### Loopbaan
Pottjewijd werkt sinds 2004 als fultime kunstenaar. Hij maakt beelden van klei en voert grafische werken uit op de computer. Ook ontwerpt hij logo's en huisstijlen in opdracht van bedrijven en organisaties. Als kunstenaar maakt hij ook werken als geschenken en kerstproducten zoals stolpen en hangers voor in een kerstboom. In 2021 maakte hij een aantal awards voor het tv-programma Matthijs gaat door van Matthijs van Nieuwkerk die tijdens een uitzending aan een tafelgast werd uitgereikt. Hij heeft zijn eigen atelier in Beilen.

## Werken
Enkele werkstukken van Martin Pottjewijd
- Het Friese Statenjacht
- Just Digg It
- Kerstpakket met klei
- Music vibes
- Toffe peren
- Fortified Church
- Mijlpaal
- Afscheidscadeau
- Fruit met gevoel
- Doodle Clay en hout